# Julie Andem
Julie Annette Rovelstad Andem, née le 4 juillet 1982 à Oslo, est une scénariste, directrice de cinéma et productrice norvégienne de télévision.

## Biographie
Elle est notamment la productrice des séries télévisées de la série Skam, y compris ses adaptations Skam France et Skam España.